# Drymaria stellarioides
Drymaria stellarioides är en nejlikväxtart som beskrevs av Carl Ludwig von Willdenow, Johann Jakob Roemer och Schult. Drymaria stellarioides ingår i släktet Drymaria och familjen nejlikväxter. Inga underarter finns listade i Catalogue of Life.